# Skarptjärnen, Västerbotten
Skarptjärnen är en sjö i Skellefteå kommun i Västerbotten och ingår i Skellefteälven-Bureälvens kustområde. Sjön har en area på 0,0274 kvadratkilometer och ligger 35,1 meter över havet.

## Delavrinningsområde
Skarptjärnen ingår i det delavrinningsområde (718345-175518) som SMHI kallar för Mynnar i havet. Medelhöjden är 22 meter över havet och ytan är 2,57 kvadratkilometer. Det finns inga avrinningsområden uppströms utan avrinningsområdet är högsta punkten. Avrinningsområdets utflöde mynnar i havet. Avrinningsområdet består mestadels av skog (72 procent) och jordbruk (11 procent). Avrinningsområdet har 0,38 kvadratkilometer vattenytor vilket ger det en sjöprocent på 2,9 procent.